# Вомбакасы
Вомбакасы́ (чув. Вумпăкасси) — деревня в Моргаушском районе Чувашской Республики. Входит в состав Большесундырского сельского поселения.

## География
Находится в северо-западной части Чувашии, на расстоянии приблизительно 15 км на север-северо-запад по прямой от районного центра села Моргауши у границы с Республикой Марий Эл.

## История
Образована в 1963 году слиянием деревень Матикасы, Хырлыхкасы, Чиржикасы, Чирипкасы. В 1979 году было учтено 372 жителя. В 2002 году было 93 двора, в 2010 — 82 домохозяйства.

## Население
Постоянное население составляло 238 человек (чуваши 95 %) в 2002 году, 199 в 2010.